# Clovis Trouille
Camille Clovis Trouille (La Fère, 24 oktober 1889 – Parijs, 24 september 1975) was een Frans schilder.
Hij werkte als schilder, restaurateur en decorateur van modepoppen. Hij kreeg zijn training op de École regional des Beaux-Arts te Amiens van 1905 tot 1910.
Hij overleed in 1975.

## Zijn werken
- In zijn eerste grote schilderij Remembrance (1931) komt zijn haat tot uiting tegen het militaire regime, opgelopen als soldaat tijdens de Eerste Wereldoorlog. Dit schilderij beeldt een paar soldaten af als geestverschijningen die witte konijnen grijpen, een vliegend vrouwelijk slangenmens die een stel medailles werpt en het hele tafereel wordt gezegend door een kardinaal in vrouwenkleding.
- Zijn verachting voor de kerk, die hij beschouwde als een corrupte instelling, gaf Trouille vele decennia de inspiratie om lasterlijke beelden te schilderen. Dialoog bij de Karmel (1944) toont een schedel versierd met een doornenkroon.
- De mummie vertoont een vrouwelijke mummie die tot leven komt door een lichtstraal die op een grote buste van Trouille valt.
- De tovenaar (1944) is een zelfportret, waarop hij met zijn tovenaarsstok een groep flauwvallende vrouwen bevredigt.
- Mijn graf (1947) laat Trouilles graf zien op een kerkhof als middelpunt van corruptie en verdorvenheid.
- Trouilles andere gebruikelijke onderwerpen zijn seks, als afgebeeld op De droombeelden van de Markies de Sade (1959), een schilderij met Markies de Sade zittend op de voorgrond van een landschap vol met allerlei perversies, en een “waanzinnig egoïstische bravoure” als zelfsatire.
- Zijn portret van een op de rug gezien leunend naakt genaamd Oh! Calcutta! - een Franse woordspeling – werd gekozen als naam voor de musical uit 1969. (De Franse zinsnede “Oh quel cul t'as” wordt als volgt vertaald: “Wat heb jij een mooie achterkant”.)

## Zijn stijl
Nadat zijn werk was gezien door Louis Aragon en Salvador Dalí, beschouwde André Breton Trouille als een surrealist. Trouille accepteerde dit etiket alleen om meer bekendheid te krijgen, terwijl hij voor het surrealisme eigenlijk geen sympathie had. De simpele stijl en lugubere kleuren die Trouille in zijn schilderijen gebruikte doen denken aan de lithografische posters voor advertenties tijdens de eerste helft van de 20e eeuw.